# Euspira pila
Euspira pila (лат.) — вид морских брюхоногих моллюсков семейства натики (Naticidae).
Высота раковины 41,5 мм, диаметр 35,5 мм. Она шаровидная, с коротким коническим шпилем коричневого цвета с более светлыми полосками, частично покрыта очень тонкой кутикулой несколько телесного цвета. Поверхность гладкая, за исключением тонких, слабых линий роста, которые сильно втягиваются под швом, и очень слабых, тонких спиральных штрихов. Оборотов 5,5, более ранние изношены, синие, едва выпуклые, последние 2 или 2,5 уплощены под швом, затем выпуклые; последний оборот несколько вогнут под швом, в других местах хорошо закруглен. Устье лишь слегка наклонное, полукруглое, коричневое внутри, с белой полосой внутри острой губы, которая выдается вперед около верхней вставки. Колумелла белая, довольно толстая, с очень слабой, низкой лопастью, частично заполняющей пупок, над которой лопасть выступает под углом вперед и прижата к стенке раковины. Пупок узкий.
Обитает в Японском море, у острова Хоккайдо, южных Курильских островов, южного и юго-восточного Сахалина. Встречается от нижней литорали до глубины 30-40 м, в основном на песке, гальке и камнях. Кормятся преимущественно двустворчатыми, реже брюхоногими моллюсками. Просверливают раковины жертв, выделяя размягчающий известь секрет, близкий по составу к серной кислоте.